# گوپ راه
گوپ راه (به انگلیسی: Gop-e-Rah) یک روستا در پاکستان است که در پنجاب واقع شده‌است.